# Xylocopa andarabana
Xylocopa andarabana är en biart som beskrevs av Hans Hedicke 1938. Xylocopa andarabana ingår i släktet snickarbin, och familjen långtungebin. Inga underarter finns listade i Catalogue of Life.